# Hoofdklasse hockey dames 2011/12
Het seizoen 2011/12 is de 31ste editie van de Nederlandse dameshoofdklasse hockey. De competitie begon op 11 september 2011 en eindigde op 29 april 2012 met de laatste speelronde. Aansluitend begonnen de play offs om het landskampioenschap en promotie/degradatie.
In het voorgaande seizoen is HGC rechtstreeks gedegradeerd. Hiervoor is MOP in de plaats gekomen. Na dit seizoen stopte de Rabobank als naamgever en heette de competitie voor het laatst Rabo Hoofdklasse.
In de tweede wedstrijd bij Laren prolongeerde Den Bosch op 19 mei opnieuw de landstitel. Klein Zwitserland degradeerde rechtstreeks en Rotterdam verloor in de nacompetitie.

## Clubs
De clubs die dit seizoen aantreden:
| Club                 | Stad             | Coach                |
| -------------------- | ---------------- | -------------------- |
| Amsterdamsche H&BC   | Amsterdam        | Patrick Bakker       |
| HC Den Bosch         | 's-Hertogenbosch | Raoul Ehren          |
| HDM                  | Den Haag         | Herman Kruis         |
| Hurley               | Amsterdam        | Rick Mathijssen      |
| HC Kampong           | Utrecht          | Stijn van Roosendaal |
| HC Klein Zwitserland | Den Haag         | Eric van der Pol     |
| Larense MHC          | Laren            | Richard de Snaijer   |
| MOP                  | Vught            | Toon Siepman         |
| Oranje Zwart         | Eindhoven        | Ageeth Boomgaardt    |
| Pinoké               | Amsterdam        | Etienne Spee         |
| HC Rotterdam         | Rotterdam        | Remco Hartgers       |
| SCHC                 | Bilthoven        | Janneke Schopman     |

## Eindstand
Na 22 speelronden was de eindstand:
| #  | Club              | GS | W  | G | V  | P  | DV      | DT      | DS  |
| -- | ----------------- | -- | -- | - | -- | -- | ------- | ------- | --- |
| 1  | Laren             | 22 | 18 | 3 | 1  | 57 | 94 - 19 | 94 - 19 | +75 |
| 2  | Den Bosch         | 22 | 17 | 4 | 1  | 55 | 69 - 21 | 69 - 21 | +48 |
| 3  | Amsterdam         | 22 | 16 | 3 | 3  | 51 | 73 - 31 | 73 - 31 | +42 |
| 4  | SCHC              | 22 | 15 | 4 | 3  | 49 | 55 - 27 | 55 - 27 | +28 |
| 5  | Oranje Zwart      | 22 | 9  | 6 | 7  | 33 | 40 - 45 | 40 - 45 | -5  |
| 6  | MOP               | 22 | 7  | 3 | 12 | 24 | 37 - 55 | 37 - 55 | -18 |
| 7  | Pinoké            | 22 | 7  | 3 | 12 | 24 | 34 - 56 | 34 - 56 | -22 |
| 8  | Hurley            | 22 | 5  | 6 | 11 | 21 | 22 - 46 | 22 - 46 | -24 |
| 9  | HDM               | 22 | 4  | 7 | 11 | 19 | 42 - 59 | 42 - 59 | -17 |
| 10 | Kampong           | 22 | 5  | 3 | 14 | 18 | 33 - 56 | 33 - 56 | -23 |
| 11 | Rotterdam         | 22 | 3  | 4 | 15 | 13 | 28 - 53 | 28 - 53 | -25 |
| 12 | Klein Zwitserland | 22 | 3  | 0 | 19 | 9  | 24 - 83 | 24 - 83 | -59 |

### Legenda
| Afk.              | Betekenis                                                                |
| ----------------- | ------------------------------------------------------------------------ |
| GS                | aantal gespeelde wedstrijden                                             |
| W                 | aantal gewonnen wedstrijden                                              |
| G                 | aantal gelijk gespeelde wedstrijden                                      |
| V                 | aantal verloren wedstrijden                                              |
| P                 | totaal aantal punten                                                     |
| DV                | aantal gemaakte doelpunten                                               |
| DT                | aantal doelpunten tegen                                                  |
| DS                | doelsaldo                                                                |
| Den Bosch         | Den Bosch en Laren plaatsen zich voor de Europacup 2013                  |
| Amsterdam         | Amsterdam en SCHC hebben zich alleen weten te plaatsen voor de play offs |
| Kampong           | Kampong heeft zich weten te handhaven dankzij winst in de play offs.     |
| Rotterdam         | Rotterdam is gedegradeerd door verlies in de play offs                   |
| Klein Zwitserland | Klein Zwitserland is rechtstreeks gedegradeerd                           |

## Topscorers
| #  | Speler             | Club      | Goals |
| -- | ------------------ | --------- | ----- |
| 1. | Kim Lammers        | Laren     | 40    |
| 2. | Maartje Paumen     | Den Bosch | 18    |
| 3. | Caia van Maasakker | SCHC      | 18    |
| 4. | Eva de Goede       | Amsterdam | 17    |
| 5. | Lieke van Wijk     | MOP       | 15    |

## Play-offs kampioenschap
Na de reguliere competitie wordt het seizoen beslist door middel van play-offs om te bepalen wie zich kampioen van Nederland mag noemen. Deze begonnen op zaterdag 5 mei 2012 met de halve finales. De nummer 1 neemt het hierin op tegen de nummer 4 en de nummer 2 neemt het op tegen de nummer 3. Vervolgens spelen de winnaars in de finale om het landskampioenschap.
Geplaatste clubs
| #  | Club      |
| -- | --------- |
| 1. | Laren     |
| 2. | Den Bosch |
| 3. | Amsterdam |
| 4. | SCHC      |

Eerste halve finales
| 5 mei 2012 12.30  |           |                                         |                                              |
| SCHC              | 1-2 (0-2) | Laren                                   | Scheidsrechters: Lisette Feuth Michiel Otten |
| 39' Floor Joosten |           | 7' Wieke Dijkstra (sc) 12' Julia Müller | Scheidsrechters: Lisette Feuth Michiel Otten |

| 5 mei 2012 12.30                    |           |           |                                        |
| Amsterdam                           | 2-0 (1-0) | Den Bosch | Scheidsrechters: Matthijs Beishuizen ? |
| 34' Kitty van Male 53' Eva de Goede |           |           | Scheidsrechters: Matthijs Beishuizen ? |

Tweede halve finales
| 6 mei 2012 12.15                        |           |      |                                              |
| Laren                                   | 2-0 (1-0) | SCHC | Scheidsrechters: Maarten Boxma Mirjam Wessel |
| 9' Naomi van As 58' Vicky van den Broek |           |      | Scheidsrechters: Maarten Boxma Mirjam Wessel |

| 6 mei 2012 12.30                                        |           |                  |                                                 |
| Den Bosch                                               | 3-1 (1-0) | Amsterdam        | Scheidsrechters: Fanneke Alkemade Michiel Otten |
| 16' Lieke Hulsen 40' Sabine Mol 49' Maartje Paumen (sb) |           | 38' Kelly Jonker | Scheidsrechters: Fanneke Alkemade Michiel Otten |

Derde wedstrijd
| 9 mei 2012 20.30                                                   |           |                  |                                                    |
| Den Bosch                                                          | 3-1 (1-0) | Amsterdam        | Scheidsrechters: Stella Bartlema Juus de Kempenaer |
| 2' Vera Vorstenbosch 57' Vera Vorstenbosch 68' Maartje Paumen (sc) |           | 37' Eva de Goede | Scheidsrechters: Stella Bartlema Juus de Kempenaer |

Finale
| 13 mei 2012 12.30                               |           |                         |                                                    |
| Den Bosch                                       | 2-1 (1-1) | Laren                   | Scheidsrechters: Mirjam Wessel Caroline Brunekreef |
| 34' Maartje Paumen (sc) 70' Maartje Paumen (sc) |           | 23' Merel de Blaey (sb) | Scheidsrechters: Mirjam Wessel Caroline Brunekreef |

| 19 mei 2012 12.30 |                | |                                                   |
| Laren | 4-5 (1-1)(1-1) | Den Bosch | Scheidsrechters: Stella Bartlema Frank van Olphen |
| 35' Kim Lammers shootout serie Willemijn Bos 2-1 Naomi van As 3-2 Miek van Geenhuizen 4-2 Kim Lammers mist Carlijn Welten mist |                | 6' Vera Vorstenbosch shootout serie Maartje Paumen 2-2 Lidewij Welten mist Maartje Goderie 4-3 Margot van Geffen 4-4 Vera Vorstenbosch 4-5 | Scheidsrechters: Stella Bartlema Frank van Olphen |

Eindrangschikking
| # | club                                                      |
| - | --------------------------------------------------------- |
| 1 | Den Bosch (kampioen 2011/12 en deelname Europacup I 2013) |
| 2 | Laren (deelname Europacup I 2013)                         |
| 3 | Amsterdam                                                 |
| 4 | SCHC                                                      |

## Promotie/Degradatie play offs
| Hoofdklasse | Resultaat | Overgangsklasse | Resultaat |
| ----------- | --------- | --------------- | --------- |
| Kampong     | 10        | Push            | 3         |
| Rotterdam   | 11        | De Terriërs     | 2         |

Play outs 10de/3de
| Datum              | Wedstrijd      | Uitslag       | Scoreverloop |
| ------------------ | -------------- | ------------- | --- |
| 13 mei 2012, 12:00 | Push - Kampong | 0 - 4 (0 - 2) | 0-1 Floortje Plokker, 0-2 Malou Pheninckx, 0-3 Marlies Verbruggen, 0-4 Dirkie Chamberlain                          |
| 17 mei 2012, 12:00 | Kampong - Push | 4 - 1 (2 - 0) | 1-0 Dirkie Chamberlain, 2-0 Dirkie Chamberlain, 2-1 Maartje van der Vis, 3-1 Floortje Plokker, 4-1 Belle van Meer. |

Play outs 11de/2de
| Datum              | Wedstrijd               | Uitslag        | Scoreverloop |
| ------------------ | ----------------------- | -------------- | --- |
| 13 mei 2012, 12:00 | De Terriërs - Rotterdam | 3 - 2* (2 - 2) | 0-1 Lisa van Baaren, 0-2 Marijn Hinskens, 1-2 Lieke Bas, 2-2 Daphne Admiraal, 3-2 Emma Driehuis. (* Terriërs wint na verlenging) |
| 17 mei 2012, 12:00 | Rotterdam - De Terriërs | 4 - 0 (3 - 0)  | 1-0 Eva Bots (sc), 2-0 Kathleen Taylor, 3-0 Kathleen Taylor, 4-0 Kathleen Taylor.                                                |
| 20 mei 2012, 12:00 | De Terriërs - Rotterdam | 3 - 1 (0 - 1)  | 0-1 Eva Bots (sc), 1-1 Lieke Bas (sc), 2-1 Pauline Slinger, 3-1 Lieke Bas (sb).                                                  |

De Terriërs promoveert en Kampong handhaaft zich. Rotterdam degradeert.
Nederlands landskampioenschap

1921/22 ·
1922/23 ·
1923/24 ·
1924/25 ·
1925/26 ·
1926/27 ·
1927/28 ·
1928/29 ·
1929/30 ·
1930/31 ·
1931/32 ·
1932/33 ·
1933/34 ·
1934/35 ·
1935/36 ·
1936/37 ·
1937/38 ·
1938/39 ·
1939/40 ·
1940/41 ·
1941/42 ·
1942/43 ·
1943/44 ·
1944/45 ·
1945/46 ·
1946/47 ·
1947/48 ·
1948/49 ·
1949/50 ·
1950/51 ·
1951/52 ·
1952/53 ·
1953/54 ·
1954/55 ·
1955/56 ·
1956/57 ·
1957/58 ·
1958/59 ·
1959/60 ·
1960/61 ·
1961/62 ·
1962/63 ·
1963/64 ·
1964/65 ·
1965/66 ·
1966/67 ·
1967/68 ·
1968/69 ·
1969/70 ·
1970/71 ·
1971/72 ·
1972/73 ·
1973/74 ·
1974/75 ·
1975/76 ·
1976/77 ·
1977/78 ·
1978/79 ·
1979/80 ·
1980/81
Hoofdklasse dames

1981/82 · 
1982/83 · 
1983/84 · 
1984/85 · 
1985/86 · 
1986/87 · 
1987/88 · 
1988/89 · 
1989/90 · 
1990/91 · 
1991/92 · 
1992/93 · 
1993/94 · 
1994/95 · 
1995/96 · 
1996/97 · 
1997/98 · 
1998/99 · 
1999/00 · 
2000/01 · 
2001/02 · 
2002/03 · 
2003/04 · 
2004/05 · 
2005/06 · 
2006/07 · 
2007/08 · 
2008/09 · 
2009/10 · 
2010/11 · 
2011/12 · 
2012/13 ·
2013/14 ·
2014/15 ·
2015/16 ·
2016/17 ·
2017/18 ·
2018/19 ·
2019/20 ·
2020/21 ·
2021/22 ·
2022/23 ·
2023/24 ·
2024/25 ·
2025/26
Nederlandse competities: Hoofdklasse (zaal) · Promotieklasse · Overgangsklasse · Eerste klasse · Tweede klasse · Derde klasse · Vierde klasse · Gold Cup · Silver Cup

Nederlands kampioenschap: Lijst van Nederlandse landskampioenen hockey · Lijst van Nederlandse landskampioenen zaalhockey

Europese competities: Euro Hockey League · Europacup I · Europa Cup II · Europacup zaalhockey